# Schwenninger Moos (Natur- und Landschaftsschutzgebiet)
Schwenninger Moos ist ein Naturschutzgebiet und ein gleichnamiges Landschaftsschutzgebiet im Schwarzwald-Baar-Kreis in Baden-Württemberg.

## Lage und Beschreibung
Die Schutzgebiete liegen zwischen Bad Dürrheim im Süden und Schwenningen im Norden jeweils an das Stadtgebiet angrenzend direkt an der B 27. Sie entstanden durch Verordnung des Regierungspräsidiums Freiburg vom 5. November 1981 und gehören zum Naturraum 121-Baar innerhalb der naturräumlichen Haupteinheit 12-Neckar- und Tauber-Gäuplatten. Das Moor Schwenninger Moos liegt auf der Europäischen Wasserscheide zwischen Donau und Rhein auf der Baar über Letten des Gipskeupers mit Neckarquelle. Das einstige Hochmoor ist durch jahrhundertelangen Torfabbau zerstört worden. Das neu entstandene Landschaftsbild umfasst verheidete Flächen im Wechsel mit Birken-Moorwald und Grauweiden-Gebüsch.

## Schutzzweck
Wesentlicher Schutzzweck des Naturschutzgebietes ist nach der Schutzgebietsverordnung die Erhaltung des Moorkomplexes Schwenninger Moos als Lebensraum seltener und zum Teil vom Aussterben bedrohter Tier- und Pflanzenarten sowie Tier- und Pflanzenlebensgemeinschaften sowie die Erhaltung der naturnahen Landschaft mit besonderer Eigenart und Schönheit.
Wesentlicher Schutzzweck des Landschaftsschutzgebietes ist die Sicherung des Naturschutzgebietes und die Verwirklichung der genannten Schutzzwecke.